# Ziziphus saeri
Ziziphus saeri är en brakvedsväxtart som beskrevs av Henri François Pittier. Ziziphus saeri ingår i släktet Ziziphus och familjen brakvedsväxter. Inga underarter finns listade i Catalogue of Life.